# マリオ・メンデス
マリオ・メンデス（Mario Méndez Olagüe、1979年6月1日 - ）は、メキシコの元サッカー選手。元メキシコ代表。ポジションはミッドフィールダー。

## 経歴
2000年にメキシコ代表デビュー、3試合に出場した。その後長く出場機会は無かったが、、2003年7月に3年半ぶりに代表の試合に出場した。8月のCONCACAFゴールドカップでは優勝した。2006 FIFAワールドカップのメンバーにも選ばれ、全4試合に出場した。2008年までに37試合に出場、1得点をあげた。

## 代表歴

### 出場大会
- メキシコ代表
  - 2006 FIFAワールドカップ

### 試合数
- 国際Aマッチ 37試合 1得点（2000年-2008年）[1]

| メキシコ代表 | 国際Aマッチ | 国際Aマッチ |
| 年           | 出場        | 得点        |
| ------------ | ----------- | ----------- |
| 2000         | 3           | 1           |
| 2001         | 0           | 0           |
| 2002         | 0           | 0           |
| 2003         | 5           | 0           |
| 2004         | 7           | 0           |
| 2005         | 14          | 0           |
| 2006         | 7           | 0           |
| 2007         | 0           | 0           |
| 2008         | 1           | 0           |
| 通算         | 37          | 1           |